# 贾迈
贾迈（Jamai），是印度中央邦Chhindwara县的一个城镇。总人口22426（2001年）。

## 人口
该地2001年总人口22426人，其中男性11587人，女性10839人；0—6岁人口2404人，其中男1248人，女1156人；识字率75.92%，其中男性为82.05%，女性为69.37%。